# Kopt ortodox egyház
A kopt ortodox egyház (koptul: Ϯⲉⲕ̀ⲕⲗⲏⲥⲓⲁ ̀ⲛⲣⲉⲙ̀ⲛⲭⲏⲙⲓ ̀ⲛⲟⲣⲑⲟⲇⲟⲝⲟⲥ) vagy alexandriai kopt ortodox egyház Egyiptom legnagyobb keresztény egyháza, a kereszténység legősibb máig fennálló szervezete. Az antikhalkédóni egyházak közé tartozik, amelyek a 451-es  khalkédóni zsinaton az (akkor még egységben lévő) ortodox és nyugati keresztényektől eltérő krisztológiai álláspontot képviseltek, ezért külön egyházzá váltak. Eredete Egyiptomba vezethető vissza, tagjai a koptok, kiknek nagy része ma is Egyiptomban él, de világszerte vannak követői.

## Történelem
Az alexandriai patriarchátust, az öt ősi patriarchátus egyikét a hagyomány szerint Szent Márk evangélista alapította. A khalkédóni zsinat után bekövetkezett szakadás során a hívek nagy többsége (jellemzően a kopt nyelvűek) a kopt ortodox egyház híve lett, kisebb része (jellemzően a görög nyelvűek) pedig az ortodox irányzatú alexandriai ortodox egyházé; mindkét egyház az alexandriai patriarchátus örökösének tartja magát.
Az egyiptomi keresztényeket az arabok érkezésétől kezdve nevezték koptoknak – azaz egyiptomiaknak. Az arab uralom alatt elnyomásoknak voltak kitéve, de mind a mai napig fennmaradtak. A későbbi katolikus missziós tevékenység hatására a kopt ortodox egyház híveinek kb. 2,5%-a elfogadta a római pápa joghatósági elsőbbségét és tanítóhivatali tévedhetetlenségét, és 1442-ben unióra lépett Rómával, ez a mai kopt katolikus egyház.

## Tanítás
Továbbra is ragaszkodnak az „egy természet” állásfoglalásához, a filioque kérdésben pedig az ortodox egyházak nézeteit vallják. Mária-tiszteletükben, szentségtanukban nem különböznek az ortodox, vagy a katolikus állásfoglalásoktól. Vezetőjük Alexandria pátriárkája, Szent Márk utóda, a kopt pápa.
Előírásaik szerint csak fölszentelt pap keresztelhet, a fiúkat 40, a lányokat 80 napos korukban keresztelik meg, háromszoros vízbemerítéssel. A gyermeket a keresztelés után azonnal megbérmálják és megáldoztatják. A világiak 16 éves korban kezdik a gyónást, a papok és diakónusok egész életükre föl vannak mentve a gyónás alól. Papjaik bármikor visszatérhetnek a világi életbe, mert szerintük az egyházi rend nem hagy eltörölhetetlen jegyet a lélekben. Házasságkötésnél a pap olajjal keni meg a jegyesek csuklóit. A betegek kenetének szentségét az egészségeseknek is kiszolgáltatják, hogy őket a gonosz szellemektől megvédjék.
Liturgiai nyelvük a kopt és az arab nyelv.

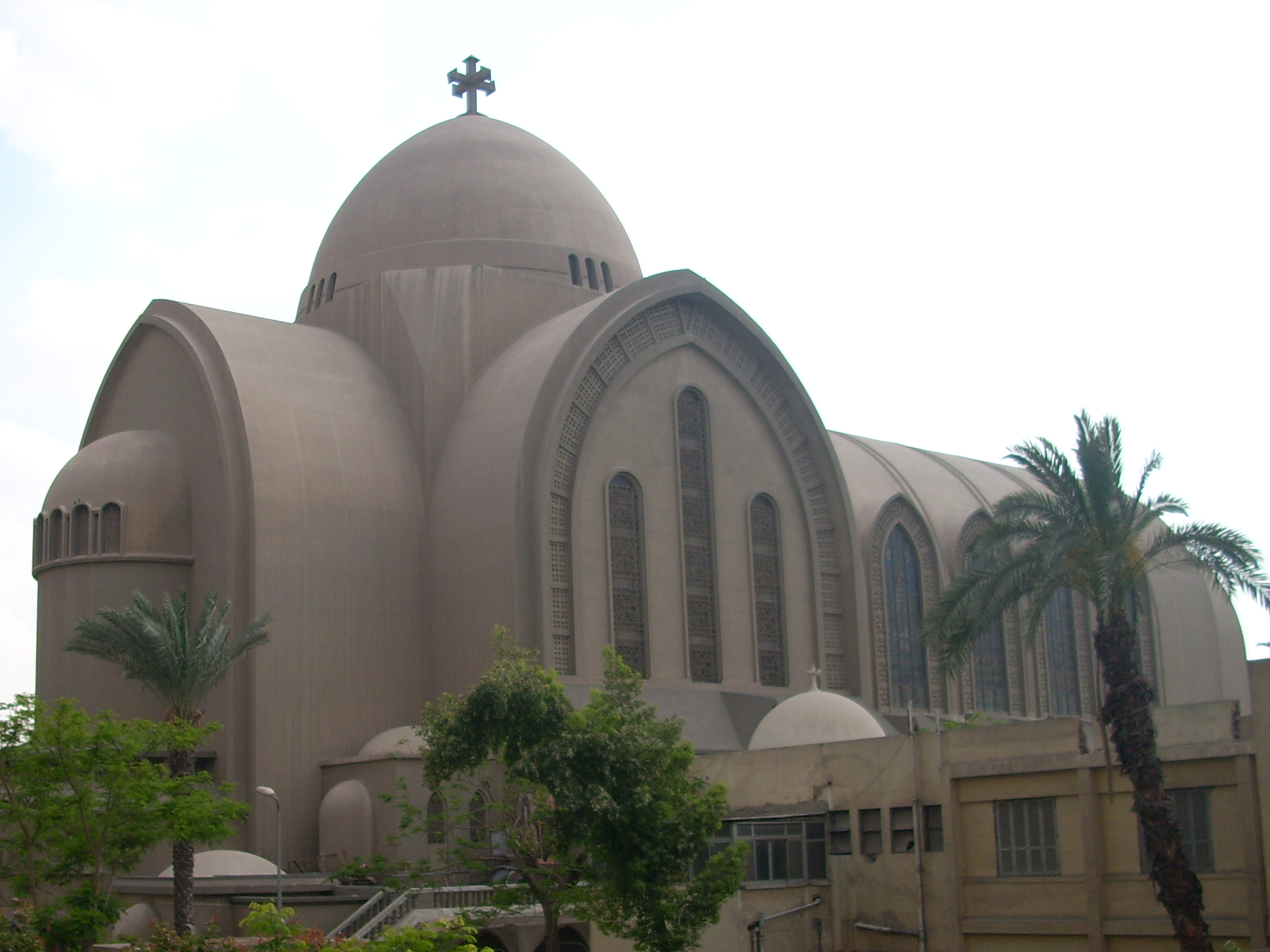
Szent Márk-katedrális Kairóban

Templomaik négyszög alakúak, a szentélyt fából készült díszes fal választja el a templom többi részétől, melyben külön rész van fenntartva a papság, a férfiak és a nők számára. Saját egyházi naptáruk van, melyet Diocletianus uralkodásának kezdetétől (284) számítanak és a vértanúk évszámításának neveznek.
A 32 püspökségből 28 Egyiptomban, 2 Szudánban, 1 Kenyában, 1 pedig Izraelben van. 8 kolostoruk van, összesen kb. 400 szerzetessel.
A kopt ortodox egyház autonóm részegyháza a Brit ortodox egyház.

## Pápaválasztás
A pápa olyan férfi, aki elmúlt 40 éves, egyedülálló, 15 évet töltött kolostorban, és hét püspök támogatását élvezi. Első körben hét jelölt közül a kb. 2400 küldött kiválaszt hármat. A küldöttek papok, és az egyház világi segítői közül kerülnek ki. A három legtöbb szavazatot kapó jelölt kerül a következő fordulóba. Ekkor egy kilenc évesnél fiatalabb gyermek, aki az ártatlanság és a tisztaság jelképe, bekötött szemmel húz a három név közül. Ezt úgy értelmezik, hogy az isteni kéz húzza ki a következő pápa nevét.

## Fordítás
Ez a szócikk részben vagy egészben a Coptic Orthodox Church of Alexandria című angol Wikipédia-szócikk ezen változatának fordításán alapul.  Az eredeti cikk szerkesztőit annak laptörténete sorolja fel. Ez a jelzés csupán a megfogalmazás eredetét és a szerzői jogokat jelzi, nem szolgál a cikkben szereplő információk forrásmegjelöléseként.